# Agnes Forster
Lady Agnes Fo(r)ster († 1484) war eine gutsituierte englische Frau. Sie wurde bekannt als Ehefrau des damaligen Lord Mayor of London Stephen Foster und ihre Verdienste um die Verbesserungen des Londoner Gefängniswesens, insbesondere denen des Schuldgefängnis von Ludgate, welches sie erweitern und ausbauen ließ.

## Leben
Agnes Forster stammte aus Kent und war bereits wohlhabend, als sie (geschäftlich?) in London verkehrte. Eines Tages passierte sie das westliche Stadttor Ludgate. Das Tor diente auch als Schuldgefängnis und die Insassen mussten dort üblicherweise für ihre Verpflegung selber bezahlen. Um das Geld dafür aufzubringen, bettelten sie durch die offenen Fenster im Tor die vorbeieilenden Passanten an. Auf diese Weise traf Agnes auf den dort einsitzenden Fischhändler Stephen Foster, der ihr auf ihre Fragen hin seine Probleme schilderte. Agnes zahlte seine Gläubiger mit 20 Pfund aus und so kam er frei und trat in ihre Dienste. Seine Zielstrebigkeit und Geschäftstüchtigkeit als Fischhändler brachten ihn bald in höchste Londoner Ämter und gegen Ende der 1430er Jahre mit seiner Gönnerin vor den Altar.
Bereits zu Lebzeiten skizzierte Stephen Foster mit seiner Frau eine Verbesserung der Lebensumstände der Gefangenen von Ludgate. Als er 1458 nach 20-jähriger Ehe mit Agnes starb, führten sie und ihr Sohn William die Pläne zu Ende. So wurde der Turm und einige der Häuser darum (welche sich in ihrem Besitz befanden?) abgerissen und der Turm deutlich vergrößert neu aufgebaut. Der Turm enthielt eine Veranda, ein Büro, einen Wachraum, einen langen Kontrollgang und einen Keller sowie eine Kapelle. Noch bevor 1463 alles fertig gestellt war, erreichte sie zudem 1462 bei einem von Stephens Nachfolgern im Amt des Lord Mayor, Matthew Philip, die Aufhebung der Selbstversorgungspflicht der Gefangenen. Was freilich die korrupten Wärter nicht davon abhielt, dennoch Geld von den Einsitzenden zu verlangen.

“This chapel was erected and ordained for the divine worship and service of God, by the Right Honourable Sir Stephen Forster, Knight, some time Lord Mayor of this honourable city, and by Dame Agnes his wife, for the use and godly exercise of the prisoners in this prison of Ludgate, anno 1454.”

“Devout souls that pass this way,
For Stephen Foster, late mayor, heartily pray;
And Agnes, his spouse, to God consecrate,
That of pity this house made, for Londoners in Ludgate;
So that for lodging and water prisoners here nought pay,
As their keepers shall answer at dreadful doomsday!”

Beim Großen Brand von London 1666 wurde das, zumeist aus Holz bestehende Innere vollständig zerstört, wie auch die Außenmauern beschädigt. Der Wiederaufbau erfolgte jedoch zügig.
Agnes heiratete erneut und starb 1484. Sie wurde auf dem Friedhof von St Botolph Billingsgate beerdigt. Friedhof und Kirche wurden durch den Stadtbrand ebenfalls zerstört und nicht wieder aufgebaut.

## In der Literatur
Agnes und Stephen Foster erscheinen als Figuren in William Rowleys Theaterstück A New Wonder, a Woman Never Vexed, welches auf den Ereignissen ihres Lebens basiert.